# Poul S. Christiansen
Poul Simon Christiansen, född  20 oktober 1855 i Hundevad, död 14 november 1933 i Köpenhamn, var en dansk målare, som brukar räknas till de så kallade "Fynborna".
Christiansen åtnjöt undervisning av bland andra Kristian Zahrtmann på Kunstnernes Frie Studieskoler och slog sig på figurmåleriet med scener ur dikt och historia, bland annat ur Dantes verk. Ett exempel därpå är Beatrice hälsar den unge Dante på Göteborgs konstmuseum. Han målade även porträtt.
Under senare år ägnade han sig främst åt landskapsmåleri. Han målade monumentala, kärvt realistiska landskap med motiv från Danmark, främst Fyn, och Italien. Han arbetade även med teckningar.
Christiansen är rikt företrädd på Faaborgs museum och Statens Museum for Kunst i Köpenhamn.  Ett självporträtt finns på Nationalmuseum i Stockholm.

## Utmärkelser
- Riddare av Dannebrogorden,  1921[1]
- Dannebrogsmännens hederstecken,  1925[1]

[Redigera Wikidata]